# Приключения Пиноккио
«Приключе́ния Пино́ккио. Исто́рия деревя́нной ку́клы» (итал. Le avventure di Pinocchio. Storia d'un burattino) — сказка Карло Коллоди, классика детской литературы. Впервые опубликована 7 июля 1881 года в Риме, в «Газете для детей». Отдельное издание последовало в 1883 году. Главный герой книги — Пиноккио (от итал. pino «сосна» + occhio «глаз»), сделанный из дерева мальчик, нос которого увеличивается каждый раз, когда он говорит неправду.
Книга переведена на 88 языков. Во Флоренции, родном городе Карло Коллоди, стоит памятник Пиноккио с надписью «Бессмертному Пиноккио — благодарные читатели в возрасте от 4 до 70 лет», а куклы Пиноккио являются популярным сувениром для гостей города. «Приключения Пиноккио» были неоднократно перенесены на экран; среди экранизаций есть всемирно известный мультфильм Уолта Диснея (1940), итальянский телефильм «Волшебная история Пиноккио» (2008), а также два кинофильма с участием Роберто Бениньи: в первом (2002) он играет Пиноккио, во втором (2019) — Джеппетто.

## Издания на русском
Впервые на русском языке поэзия и проза Коллоди изданы в Санкт-Петербурге в 1895 году в коллективном сборнике под редакцией С. Молчанова «Для лёгкого чтения: Собрание юмористических повестей и рассказов» (Издание К. Геруц, 1895, 1896). Первый перевод книги Коллоди про Пиноккио на русский язык был сделан Камиллом Данини под редакцией С. И. Ярославцева в 1906 году и опубликован в журнале «Задушевное слово».
Полный перевод с итальянского языка был осуществлён Эммануилом Казакевичем и впервые опубликован в 1959 году. Книга про Пиноккио на русском языке издавалась неоднократно под разными названиями и в разных переводах. Некоторые из них:
- 1906 — Коллоди. «Приключение Фисташки: Жизнеописание петрушки-марионетки». Перевод с итальянского С. Е. Павловского (Москва: Типо-литография т-ва И. Н. Кушнерёв и К°. — 210 с. с илл.).
- 1908 — Коллоди, К. «Приключения Пиноккио: История деревянного паяца». С 85 рисунками художника Карло Кьостри. Перевод с итальянского Н. К. Неговской (Киев: Тип. И. И. Врублевского и Т. В. Озерова. — 240 с.).
- 1908 — Коллоди, Карло. «Пиноккио: Приключения деревянного мальчика». Перевод с 480-го[1] итальянского издания Камилла Данини под редакцией С. И. Ярославцева. С рисунками Энрико Маццанти и Джузеппе Маньи (Санкт-Петербург; Москва: Т-во М. О. Вольф. IV+296 с. с илл.).
- 1908 — Коллоди, К. «Приключения паяца». Перевод О. Х. (Москва: В. М. Саблин. — IV+229 с. с илл.).
- 1913 — Коллоди. «Приключение Фисташки: Жизнеописание петрушки-марионетки». Перевод с итальянского С. Е. Павловского (Москва: Типография т-ва И. Д. Сытина. — 56 с. с илл. (Бесплатное приложение к журналу «Мирок» за 1912 год, № 11.) Формат 24 см.).
- 1914 — Коллоди. «История куклы, или Приключения Пиночио: Рассказ для детей» (Москва: Издание книжного склада М. В. Клюкина. — 148 с. с илл.).
- 1924 — Коллоди, Карло. «Приключения Пиноккио». Перевод с итальянского Нины Петровской под редакцией Алексея Толстого.[2] Обложка и рисунки Льва Малаховского (Берлин: АО «Накануне». — 102 с. Формат 25 см).
- 1967 — София, издательство ЦК ДКМС «Народна младеж»,перевод: Казакевич, Эммануил Генрихович;.— 30 тыс., илл. Марайя, Либико

## Сюжет

### День 1

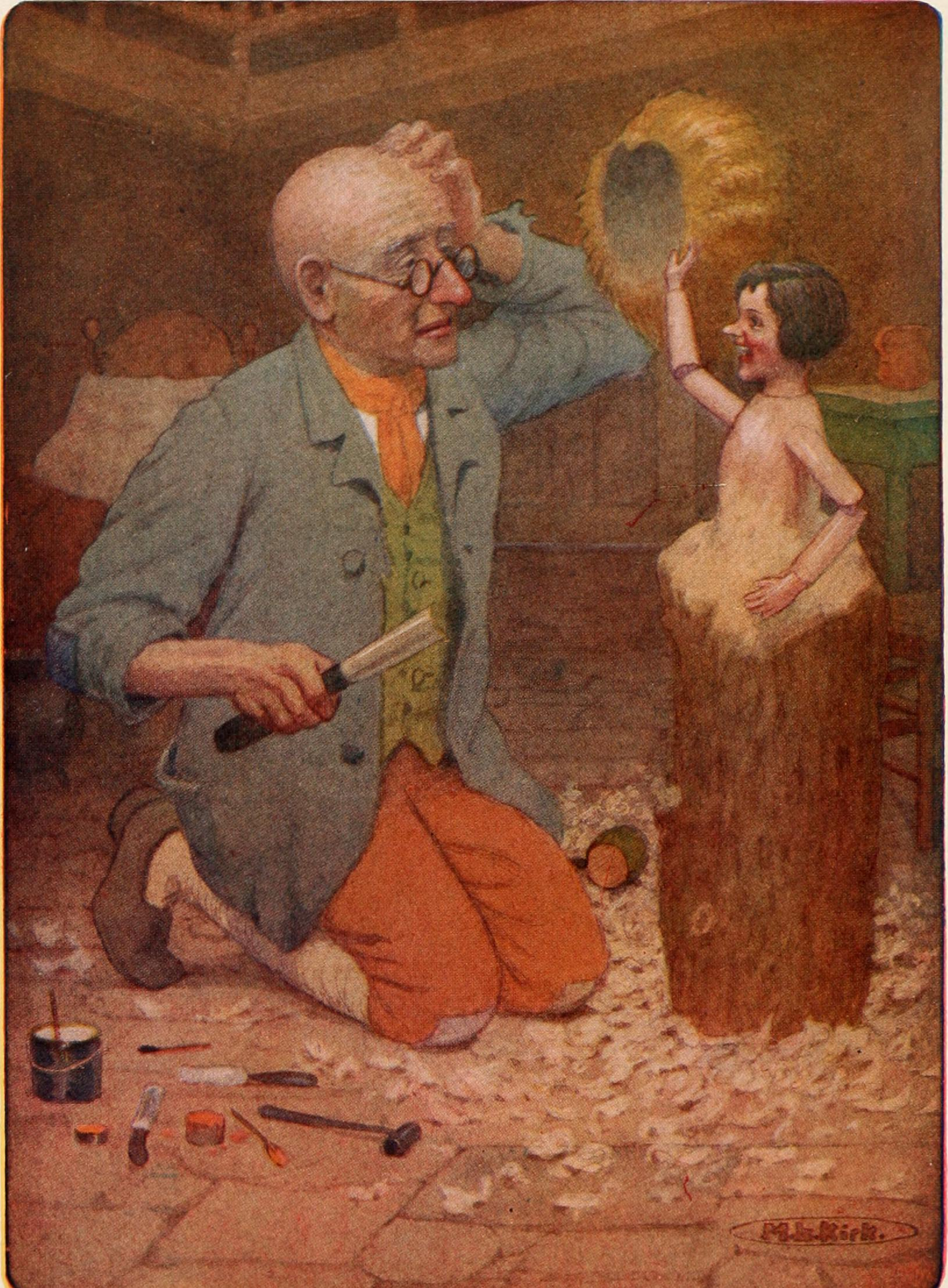
Иллюстрация Марии Луизы Кёрк, 1916 год

Старому столяру Антонио по прозвищу Мастер Вишня попадается кусок дерева. Мастер Вишня собирается сделать из него ножку для стола. Но как только он начинает работать, полено жалуется на боль и щекотку. Ошеломлённый столяр падает в обморок от страха. К Антонио заходит его друг Джеппетто по прозвищу Кукурузная Лепёшка, которому пришла в голову идея сделать деревянного человечка, умеющего плясать, фехтовать и кувыркаться в воздухе.
Антонио дарит другу вышеупомянутое полено. Оно обзывает Джеппетто Кукурузной Лепёшкой, а потом падает ему на ноги. В каждой проделке полена Джеппетто обвиняет Антонио. Сначала старики дерутся, а потом мирятся. Вернувшись домой, Джеппетто решает дать человечку имя Пиноккио:

Это имя принесёт ему счастье. Когда-то я знал целую семью Пинокки: отца звали Пиноккио, мать — Пиноккия, детей — Пинокки, и все чувствовали себя отлично. Самый богатый из них кормился подаянием.
Оригинальный текст (итал.)Questo nome gli porterà fortuna. Ho conosciuto una famiglia intera di Pinocchi: Pinocchio il padre, Pinocchia la madre e Pinocchi i ragazzi, e tutti se la passavano bene. Il più ricco di loro chiedeva l’elemosina.

У куклы получается длинный нос, а кроме того, Джеппетто забывает сделать уши. Уже в процессе изготовления Пиноккио начинает безобразничать: показывает отцу язык, сдёргивает парик с его головы и ударяет Джеппетто ногой по носу. Быстро научившись ходить, Пиноккио вмиг убегает из дома, но на улице его ловит полицейский. Джеппетто ведёт человечка домой за шиворот, твердя:

Сейчас мы пойдём домой. А когда мы будем дома, я с тобой рассчитаюсь, будь уверен!
Оригинальный текст (итал.)Andiamo a casa. Quando saremo a casa, non dubitare che faremo i nostri conti!

Услышав эту угрозу, Пиноккио ложится на землю и отказывается идти дальше. Прохожие возмущаются жестокостью Джеппетто, а полицейский его арестовывает и уводит с собой. Пиноккио возвращается домой, где встречает Говорящего Сверчка, живущего в комнате Джеппетто уже больше ста лет. Он выгоняет Сверчка, но перед уходом последний говорит ему великую правду:

Горе детям, которые восстают против своих родителей и покидают по неразумию своему отчий дом. Плохо им будет на свете, и они рано или поздно горько пожалеют об этом.
Оригинальный текст (итал.)Guai a quei ragazzi che si ribellano ai loro genitori, e che abbandonano capricciosamente la casa paterna. Non avranno mai bene in questo mondo; e prima o poi dovranno pentirsene amaramente.

Пиноккио в ответ заявляет, что уйдёт из дома и будет «бегать за мотыльками, лазить на деревья и воровать из гнёзд птенцов». В дальнейшем споре Сверчок напоминает ему о последствиях:

Бедный глупыш! Разве ты не понимаешь, что таким образом ты превратишься в настоящего осла, и никто тебя ни в грош не будет ставить?
Оригинальный текст (итал.)Povero grullerello! Ma non sai che, facendo così, diventerai da grande un bellissimo somaro, e che tutti si piglieranno gioco di te?

Вместо этого Сверчок советует Пиноккио учиться или работать. Его собеседник отвечает, что собирается «есть, пить, спать, наслаждаться и с утра до вечера бродяжничать», но Сверчок предупреждает, что все, кто так поступает, «всегда кончают жизнь в больнице или в тюрьме». В конце концов Пиноккио, разозлившись на ненавистные ему поучения Сверчка, кидает в него деревянный молоток, и Сверчок остаётся висеть на стене, как мёртвый.
Пиноккио мучит голод. Он кидается к камину, но тот оказывается нарисованным на стене. Тогда Пиноккио находит в куче мусора яйцо и разбивает его над сковородой, но из яйца выпрыгивает цыплёнок и улетает. Другой еды в доме нет. Признав правоту Говорящего Сверчка, Пиноккио идёт в ближайшую деревню, чтобы попросить еды, но там старик в ночном колпаке вместо того, чтобы помочь главному герою в его беде, обливает его водой.
Еле живой от усталости и холода (дело происходит зимой), промокший Пиноккио возвращается домой, где засыпает, положив ноги прямо на жаровню с раскалёнными углями. И, естественно, он не чувствует, как во сне его ноги сгорают.

### День 2
Из полиции возвращается Джеппетто, отдаёт Пиноккио три груши (весь свой завтрак), а затем наказывает за неуважение, полдня не обращая внимания на его плач и стоны, но мастерит ему новые ноги вместо сгоревших. Пиноккио хочет пойти в школу, но для этого ему нужны одежда и букварь. Джеппетто делает для Пиноккио одежду из бумаги, ботинки из древесной коры и колпак из хлебного мякиша. Ещё старик продаёт единственную старую и поношенную куртку, чтобы купить букварь. На улице Пиноккио слышит музыку и идёт по направлению к ней:

Сегодня я пойду к музыке, а завтра — в школу. Школа никуда не убежит.
Оригинальный текст (итал.)Oggi anderò a sentire i pifferi, e domani a scuola: per andare a scuola c’è sempre tempo.

Дело в том, что музыка раздаётся из кукольного театра, представление которого как раз начинается. Пиноккио продаёт букварь за четыре сольдо, чтобы купить билет в театр, в то время как его отец, продавший куртку, дрожит от холода. В театре куклы узнают Пиноккио и приглашают его на сцену. После представления хозяин кукольного театра, Манджафоко, страшный на вид, собирается сжечь Пиноккио, чтобы изжарить барашка на ужин. Пиноккио умоляет не убивать его.
Манджафоко, у которого на самом деле доброе сердце, жалеет Деревянного Человечка и решает вместо него сжечь Арлекина. Пиноккио с достоинством, высоко подняв голову, говорит:

Вперёд, синьоры полицейские! Вяжите меня и бросайте в пламя. Я не могу допустить, чтобы бедный Арлекин, мой добрый друг, умер вместо меня!
Оригинальный текст (итал.)Avanti, signori giandarmi! Legatemi e gettatemi là fra quelle fiamme. No, non è giusta che il povero Arlecchino, il vero amico mio, debba morire per me!

Услышав эти героические слова, Манджафоко решает вообще не сжигать ни Пиноккио, ни Арлекина, а просто съесть недожаренного барашка. Правда, он предупреждает, что «в другой раз будет худо, если нечто подобное случится». На радостях куклы пляшут до восхода солнца.

### День 3
Узнав, что отец Пиноккио беден и продал свою последнюю куртку, чтобы купить сыну букварь, добрый Манджафоко даёт главному герою 5 золотых монет. По пути домой Пиноккио встречает Лису и Кота. Лиса притворяется хромой, а Кот — слепым. Они советуют Пиноккио зарыть монеты на Волшебном Поле в стране Болвании, обещая, что из них будто бы вырастут 2500 золотых монет.
Сидящий на ветке Дрозд пытается предостеречь Пиноккио, но Кот ловит и съедает Дрозда. Пиноккио соглашается пойти с Лисой и Котом. Весь день они куда-то ведут Пиноккио. К вечеру они приводят его в таверну «Красный Рак», где заказывают обильный ужин и хорошие комнаты, а потом ложатся спать.

### День 4
В полночь хозяин таверны будит Пиноккио. По его словам, Кот и Лиса ушли два часа назад, потому что Кот получил известие, что его котёнок отморозил лапки. За ужин и комнату Лиса с Котом не заплатили:

Они слишком воспитанные персоны, чтобы в отношении вашего благородия допустить такую бестактность.
Оригинальный текст (итал.)Quelle lì sono persone troppo educate, perchè facciano un affronto simile alla signoria vostra.

Пиноккио вынужден заплатить хозяину один золотой из пяти и продолжать путь в кромешной тьме один. В темноте Пиноккио встречает светящееся насекомое, которое представляется как тень Говорящего Сверчка. Оно советует Пиноккио возвращаться домой и отдать отцу оставшиеся четыре монеты, а также даёт совет:

Не доверяйся, мой мальчик, тем, кто обещает сделать тебя богатым по мановению руки. Они, как правило, или сумасшедшие, или мошенники.
Оригинальный текст (итал.)Non ti fidare, ragazzo mio, di quelli che promettono di farti ricco dalla mattina alla sera. Per il solito o sono matti o imbroglioni!

Но Пиноккио опять не слушается. На дороге он встречает двух закутанных в мешки грабителей (на самом деле переодетых Лису и Кота), которые пытаются отобрать у него деньги. Пиноккио прячет монеты в рот. Кот пытается разжать ему зубы, но Пиноккио удаётся откусить Коту лапу и убежать. После долгого преследования Пиноккио добегает до белоснежного домика и стучится. Но появившаяся в окне Красивая Девочка с лазурными волосами и бледным, как воск, лицом, говорит, не шевеля губами, что в этом доме все умерли (в том числе и она), а в окне высматривает гроб, в котором её понесут.
Грабители хватают Пиноккио и пытаются зарезать. Поскольку Пиноккио сделан из лучшего твёрдого дерева, их ножи ломаются. Тогда они вешают его на дубе и уходят, пообещав вернуться завтра утром: Пиноккио будет уже мёртвым, и его рот будет широко открыт.
Первоначально повествование оканчивалось здесь, но затем Коллоди продолжил историю по просьбе Фердинандо Мартини.
Наутро, увидев Пиноккио висящим на дереве, Девочка с лазурными волосами (на самом деле добрая Фея, живущая здесь уже больше 1000 лет) жалеет его. Сначала она посылает Сокола, чтобы вынуть Пиноккио из петли, а потом — своего верного пуделя Медоро, чтобы привезти Пиноккио. У постели якобы умирающего Пиноккио собирается врачебный консилиум из Ворона, Сыча и Говорящего Сверчка.
Несмотря на то, что Пиноккио убил Сверчка молотком, последний оказывается уже не тенью, как раньше, а живым. Ворон и Сыч схоластически рассуждают о том, мёртв ли пациент или жив, а Говорящий Сверчок прямо заявляет, что главный герой — «продувной негодяй», «мошенник, бездельник, бродяга» и «непослушный мальчишка, который загонит в гроб своего бедного обездоленного отца».
Услышав эти слова, Пиноккио приходит в себя и плачет, а Ворон с Сычом соглашаются, что пациент жив. Фея даёт Пиноккио горькое лекарство. Он отказывается его пить, требуя себе кусочек сахара. Но, получив сахар, Пиноккио всё равно не хочет пить лекарство. Тут приходят четыре чёрных кролика-гробовщика с маленьким гробиком для Пиноккио и объясняют ему, что через несколько минут он умрёт, поскольку отказался пить лекарство. Услышав это, испуганный Пиноккио выпивает лекарство и выздоравливает, а гробовщики уходят.
По просьбе Феи Пиноккио рассказывает ей о своих злоключениях. На вопрос о монетах он врёт, что потерял их где-то в лесу, а узнав, что Фея легко может найти всё потерянное в её лесу, уточняет, что он, дескать, нечаянно проглотил их вместе с лекарством. На самом деле они лежат у него в кармане. При каждом вранье нос Пиноккио заметно удлиняется. Фея смеётся над ним, объясняя это так:

Мой милый мальчик, враньё узнают сразу. Собственно говоря, бывает два вранья: у одного — короткие ноги, у другого — длинный нос. Твоё враньё — с длинным носом.
Оригинальный текст (итал.)Le bugie, ragazzo mio, si riconoscono subito, perchè ve ne sono di due specie: vi sono le bugie che hanno le gambe corte, e le bugie che hanno il naso lungo: la tua per l’appunto è di quelle che hanno il naso lungo.

Пиноккио сгорает от стыда, но не может даже бежать из комнаты, потому что его нос теперь не проходит в дверь. Чтобы наказать Пиноккио за ложь, Фея добрых полчаса игнорирует его вопли и стенания — так же, как и Джеппетто, который после возвращения из полицейского участка полдня не обращал внимания на просьбы Пиноккио приделать ему новые ноги. Потом она вызывает тысячу дятлов, которые несколько минут долбят его нос, после чего он приобретает прежнюю форму.
Фея предлагает Пиноккио жить в её доме. При этом она будет ему сестрой, а он ей братом. Туда же она потом пригласит и его отца. Пиноккио с радостью соглашается и выходит, чтобы встретить его, но в лесу он опять встречает Лису и Кота. Они вновь уговаривают его пойти вместе с ними на Волшебное Поле и приводят в город Дураколовку. Там он зарывает монеты и поливает их водой. Кот и Лиса велят ему вернуться за урожаем через 20 минут, прощаются и уходят.
Вернувшись, Пиноккио застаёт Попугая, который громко смеётся над ним. На вопрос о причинах смеха Попугай объясняет ему, что «для честного заработка нужно трудиться собственными руками и думать собственной головой». Выясняется, что за время его отсутствия Лиса и Кот выкопали монеты и скрылись в неизвестном направлении. Обманутый Пиноккио обращается за защитой в суд. Судья, старая обезьяна, доброжелательно выслушивает его и выносит следующий вердикт:

У бедняги украли четыре золотые монеты. Стало быть, вяжите его и немедленно посадите в тюрьму.
Оригинальный текст (итал.)Quel povero diavolo è stato derubato di quattro monete d’oro: pigliatelo dunque e mettetelo subito in prigione.

### Четыре месяца в тюрьме
Пиноккио сидит в тюрьме четыре месяца. По окончании этого срока в честь победы короля Болвании над государством объявляют амнистию всем преступникам. Однако тюремный смотритель не хочет выпускать главного героя, поскольку тот, насколько ему известно, не совершил никакого преступления и, следовательно, не подпадает под амнистию. Тогда Пиноккио заявляет смотрителю, что он тоже преступник. Его с извинениями выпускают из тюрьмы на свободу.

### Первый день после тюрьмы
Сразу после освобождения Пиноккио бежит прямо к Фее, глубоко раскаиваясь в своём поведении и решив отныне вести себя примерно. По дороге он встречает Змею. В течение нескольких часов она лежит на дороге, не пропуская его и не реагируя на просьбы уступить ему дорогу. Затем Змея притворяется мёртвой, а когда Пиноккио хочет переступить через неё, оживает и бросается на него. Пиноккио в ужасе отскакивает и падает в придорожную грязь. Увидев это зрелище, Змея так смеётся, что у неё лопается грудная жила, и она умирает по-настоящему.
Пиноккио идёт дальше. Мучимый голодом, он срывает в ближайшем винограднике две грозди и тут же попадает в капкан, поставленный хозяином на куниц. Светлячок объясняет Пиноккио, что голод — не причина брать чужое. На этот раз Пиноккио полностью соглашается с ним, но приходит крестьянин (виноградник принадлежит именно ему) и обвиняет Пиноккио в том, что это он воровал кур из его курятника:

Кто ворует чужие гроздья, тот ворует и чужих кур.
Оригинальный текст (итал.)Chi ruba l’uva è capacissimo di rubare anche che i polli.

Поскольку сторожевая собака у крестьянина подохла, работать сторожем он заставляет Пиноккио: сажает его на цепь, разрешает ему укрываться от дождя в конуре и приказывает лаять при появлении воров.

### Второй день после тюрьмы
В полночь приходят четыре куницы и предлагают Пиноккио сделку: он не будет лаять, а куницы взамен отдадут ему одну из украденных кур. Такой же договор был у них и с покойным псом Мелампо. Пиноккио для виду соглашается, а когда куницы пробираются в курятник — заваливает дверь камнями и начинает лаять. Крестьянин выбегает с ружьём, и Пиноккио рассказывает ему всё, умалчивая лишь о договоре куниц с Мелампо, чтобы не говорить плохо о мёртвых.
Пойманных куниц крестьянин обещает продать местному трактирщику, чтобы тот сделал из них жаркое, а Пиноккио хвалит за честность и освобождает.
Пиноккио бежит туда, где был домик Феи, но его там уже больше нет. Вместо него — мраморная доска с надписью «Здесь похоронена Девочка с лазурными волосами, умершая в страданиях, потому что она была покинута своим маленьким братом Пиноккио». Прочитав надпись на этом надгробии, Пиноккио рыдает всю ночь напролёт.

### Третий день после тюрьмы
Наутро прилетает большой Голубь и рассказывает Пиноккио, что Джеппетто уже больше четырёх месяцев повсюду ищет своего сына. Последний раз Голубь видел Джеппетто три дня назад более, чем в 1000 километров отсюда, на берегу моря. Последний мастерил лодку, чтобы отправиться на поиски Пиноккио в далёкие страны Нового Света. Верхом на Голубе Пиноккио летит к океану весь день.

### Четвёртый день после тюрьмы
Утром Голубь доставляет Пиноккио к берегу моря, высаживает его и улетает. Бушует буря. Джеппетто уже отплыл, но его лодка всё ещё видна вдалеке. Вдруг появляется гигантская волна, и лодка исчезает из виду. Пиноккио бросается в воду, чтобы спасти своего отца, и плывёт всю ночь напролёт. Будучи деревянным, он сам не может утонуть.

### Пятый день после тюрьмы
Пиноккио выбирается на берег какого-то острова, и буря стихает. Подплывает любезный Дельфин и на расспросы Пиноккио отвечает, что, скорее всего, Джеппетто съела плавающая поблизости Акула (в оригинале — Рыба-собака; итал. Il Terribile Pesce-cane) величиной с пятиэтажный дом, а его лодка утонула. Пиноккио, который «двадцать четыре часа ничего не ел», идёт по тропинке и добирается до Деревни Трудолюбивых Пчёл. Все её жители чем-то заняты. Пиноккио просит денег, и каждый встречный готов дать ему несколько сольдо, но в обмен на работу. А работать Пиноккио совершенно не хочет.
Наконец, у какой-то женщины, несущей кувшины, Пиноккио просит попить. Она поит его, и тогда Пиноккио жалуется ей на голод. Женщина предлагает ему помочь ей донести один из кувшинов до дома, а взамен обещает дать хлеб, цветную капусту и ликёрную конфету. Пиноккио соглашается. Донеся кувшин до дома, он получает еду, а утолив голод, видит, что эта женщина — на самом деле та самая Фея с лазурными волосами. Она уже выросла и теперь будет ему не сестрой, а матерью.
Пиноккио хочет тоже вырасти. Фея объясняет ему, что для этого он должен стать человеком, потому что Деревянные Человечки не растут. А чтобы стать человеком, Пиноккио должен быть послушным, прилежно учиться и работать, охотно ходить в школу и всегда говорить правду. Пиноккио обещает ей всё это.

### Школа

#### Первый день
Пиноккио поступает в школу. Из-за того, что он деревянный, в первый день другие ученики дразнят его: пытаются подрисовать ему усы чернилами, привязать к его рукам и ногам ниточки и т. п. Пиноккио требует от них уважения к себе, но издевательства только усиливаются. Тогда он больно ударяет одного из обидчиков своей деревянной ногой в колено, а другого — острым деревянным локтём в живот. Убедившись, что Пиноккио вполне способен постоять за себя, другие ученики начинают относиться к нему с уважением и быстро становятся его друзьями.

#### Первый год учёбы
Пиноккио ходит в школу ежедневно, и учитель хвалит его за ум и усердие. Но ни учителю, ни Фее не нравится то, что Пиноккио дружит с отпетыми бездельниками. Однако Пиноккио игнорирует предостережения взрослых. В какой-то день по дороге в школу он встречает семерых лодырей. Они говорят, что к берегу моря приплыла огромная акула, и предлагают немедленно пойти туда и прогулять уроки, ведь до конца занятий акула успеет уплыть, а до моря всего полчаса ходьбы.
Надеясь узнать что-то об отце, Пиноккио соглашается. На берегу моря одноклассники признаются, что выдумали историю про акулу, чтобы Пиноккио пропустил занятия, и требуют, чтобы он стал таким же бездельником, как и они, и возненавидел школу, уроки и учителя. Пиноккио отказывается, и начинается драка.
Один из бездельников бросает в Пиноккио его же учебник по арифметике, но промахивается и попадает в своего друга и напарника Эдженио. Тот падает на землю без чувств, а остальные в ужасе разбегаются. Пиноккио остаётся и пытается привести в чувство раненого одноклассника. Подходят полицейские, и Пиноккио объясняет, что Эдженио был ранен его учебником, но это сделал не он. Полицейские арестовывают его.
С головы Пиноккио слетает колпак и отлетает на десять шагов. Пиноккио просит у полицейских разрешения поднять колпак, надевает его и убегает. За ним гонится полицейский пёс Алидоро. Пиноккио прыгает в море и уплывает, а Алидоро, последовав за ним в воду, не удерживается на плаву и начинает тонуть. Несчастный пёс просит Пиноккио спасти его, что тот и делает. Алидоро благодарит спасителя.
Пиноккио плывёт вдоль берега и видит скалу с пещерой, из которой поднимается дым. Он подплывает к скале, надеясь укрыться в пещере, но попадается в сеть. Подходит странный рыбак с зелёной кожей, зелёными водорослями вместо волос, зелёными глазами и зелёной бородой. Он вынимает из сети рыб и Пиноккио, чтобы их изжарить. Пиноккио пытается уговорить его, что он не рыба, а Деревянный Человечек, и есть его нельзя, потому что он разумен и умеет говорить.
Однако Зелёный Рыбак заявляет, что не упустит шанса отведать такой необычной рыбы. В последний момент вбегает Алидоро и спасает Пиноккио от злого рыбака, а потом они расстаются. От живущего в хижине на берегу старика Пиноккио узнаёт, что раненый Эдженио быстро выздоровел, так как его ранение оказалось лёгким. Уже ночью он возвращается в деревню.
В окне дома появляется служанка Феи — Улитка. Она заявляет, что Фея спит и просила, чтобы её не будили. Улитка обещает открыть дверь, но так как она передвигается медленно, как и положено улиткам, то путь к двери занимает у неё много часов.
Пиноккио, страдающий от холода и дождя, хочет постучать дверным молотком, но безрезультатно: молоток превращается в угря и выскальзывает у него из рук. Тогда Пиноккио стучит в дверь ногой, но нога застревает в двери, и освободиться Деревянный Человечек не может. Лишь к утру Улитка открывает дверь, но и она не в силах вынуть ногу Пиноккио из двери.
Через несколько часов Улитка приносит ему прекрасный завтрак, посланный Феей, но он оказывается поддельным: «хлеб сделан из гипса, курица — из картона, а абрикосы — из алебастра». Пиноккио падает без чувств. Когда он приходит в себя, то замечает, что «лежит на диване, а Фея стоит возле него». Она прощает его и на этот раз.
До конца года Пиноккио хорошо учится и ведёт себя примерно, а на экзаменах он отмечен как лучший ученик в школе. Фея обещает ему, что уже на следующий день он станет настоящим мальчиком. В честь этого Фея устроит праздник, на который Пиноккио может пригласить всех своих товарищей.

### Пять месяцев в Стране Развлечений
Фея отпускает Пиноккио в город, чтобы тот мог пригласить друзей на праздник. Все они обещают прийти, но исключение составляет Фитиль, ленивый и бесстыдный мальчик, чьё настоящее имя — Ромео. Он объясняет Пиноккио, что едет в Страну Развлечений, где нет школ, книг и учителей, а дети целыми днями развлекаются.
После долгих колебаний Пиноккио соглашается поехать с Фитилём. Повозку с сотней детей, уезжающих в Страну Развлечений, везут ослики почему-то в белых кожаных сапогах. Поскольку повозка переполнена, Пиноккио садится на спину одного из осликов. Последний бьёт Пиноккио мордой и сбрасывает его с себя.
Кучер Господинчик, притворяясь, что шепчет что-то ослику на ухо, откусывает половину этого самого уха. Ту же операцию он проделывает и с другим ухом, а во время поездки Пиноккио слышит тихий голос:

Имей в виду, болван! Мальчики, бросившие учение и отвернувшиеся от книг, школ, учителей, чтобы удовольствоваться только игрой и развлечениями, плохо кончают… Я это знаю по собственному опыту… и могу тебе это сказать. В один прекрасный день ты тоже будешь плакать, как я теперь плачу… но тогда будет слишком поздно.
Оригинальный текст (итал.)Tienlo a mente, grullerello! I ragazzi che smettono di studiare e voltano le spalle ai libri, alle scuole e ai maestri, per darsi interamente ai balocchi e ai divertimenti, non possono far altro che una fine disgraziata! Io lo so per prova, e te lo posso dire!... Verrà un giorno che piangerai anche tu, come oggi piango io.... ma allora sarà tardi!...

С удивлением Пиноккио видит, как безухий ослик плачет. Он показывает это Господинчику, но тот отказывается уделить этому внимание и велит Пиноккио садиться и продолжать путь:

Мы не можем транжирить своё время на то, чтобы смотреть, как плачет осёл. Садись, и поехали! Ночь прохладна, и путь далёк.
Оригинальный текст (итал.)Non perdiamo il nostro tempo a veder piangere un ciuco. Rimonta a cavallo, e andiamo: la nottata è fresca, e la strada è lunga.

На рассвете Пиноккио и Фитиль приезжают в Страну Развлечений и вместе с другими детьми от 8 до 14 лет живут там, вовсю наслаждаясь полным бездельем. Через пять месяцев у Пиноккио вырастают ослиные уши. Появившийся поблизости маленький Сурок объясняет Пиноккио, что у него ослиная лихорадка. И через 2-3 часа Пиноккио превратится в осла. Никакого лекарства от этой болезни нет.

Это определено судьбой, ибо написано в книгах мудрости, что все ленивые дети, которые отвернулись от книг и учителей и проводят свои дни только в играх и развлечениях, рано или поздно должны стать ослами, все без исключения.
Оригинальный текст (итал.)Oramai è destino, oramai è scritto nei decreti della sapienza, che tutti quei ragazzi svogliati che, pigliando a noia i libri, le scuole e i maestri, passano le loro giornate in balocchi, in giuochi e in divertimenti, debbano finire prima o poi col trasformarsi in tanti piccoli somari.

Пиноккио идёт в гости к Фитилю, собираясь устроить ему взбучку за обман. Выясняется, что у Фитиля тоже ослиные уши. При виде ослиных ушей друг друга Пиноккио и Фитиль начинают хохотать до упаду. Прямо во время хохота они окончательно превращаются в ослов. Заходит Господинчик и отводит их на базар, где Фитиля продают какому-то крестьянину, а Пиноккио — директору цирка.

#### Три месяца в цирке
В течение трёх месяцев осла Пиноккио дрессируют, обучая его танцевать на задних ногах, прыгать через обруч и другим номерам. Кормят его только сеном и соломой и постоянно бьют кнутом. Наконец Пиноккио впервые выступает на цирковой арене перед публикой. Случайно среди зрителей он замечает Фею и пытается позвать её, но не может произнести ни слова по-человечески — вместо этого у него изо рта вырывается жалобный ослиный рёв. За это Пиноккио получает от директора цирка по носу.
Во время прыжка через обруч он, зацепившись за его край задними ногами, падает. Вызванный ветеринар говорит, что Пиноккио охромел на всю жизнь. По просьбе директора цирка конюх продаёт Пиноккио за одну лиру какому-то незнакомцу. Покупателю осёл нужен только для того, чтобы сделать из его шкуры барабан.

### Первый день после цирка
Чтобы убить Пиноккио, покупатель привязывает ему на шею тяжёлый камень и опускает его в море на верёвке. Фея посылает рыб, которые объедают ослиную шкуру, и Пиноккио снова становится Деревянным Человечком, как прежде. Покупатель вытаскивает его из воды, и Пиноккио объясняет, что на самом деле случилось. Его собеседник так недоволен этим, что хочет получить свои деньги обратно. Для этого он решает пустить Пиноккио на дрова, но тот уплывает.
В море он видит скалу из белого мрамора, а на ней Козочку с лазурной шерстью. Пиноккио радостно плывёт к ней, поняв, что это Фея, но в другом образе. Его догоняет и пожирает Акула. В желудке Акулы он встречает проглоченного Тунца, а потом и своего отца Джеппетто. После радостной встречи Пиноккио предлагает отцу бежать. Вместе они идут к глотке спящей Акулы и пытаются выпрыгнуть (так как Акула спит с открытым ртом из-за астмы).
В последний момент Акула чихает, и Пиноккио с Джеппетто снова оказываются в желудке. После этого предпринимают ещё одну попытку бежать, на сей раз удачно. Пиноккио сажает себе на спину Джеппетто, не умеющего плавать, и плывёт с ним к берегу. Незадолго до берега он выбивается из сил, но их спасает Тунец, тоже спасшийся.

### Второй день после цирка
Пиноккио и Джеппетто выбираются на берег и встречают Кота и Лису, просящих милостыню. Кот из-за того, что всё время притворялся слепым, действительно ослеп, а Лиса постарела, облезла и так обеднела, что была вынуждена продать свой собственный хвост одному торговцу (тот сделал из лисьего хвоста метлу). Они уверяют, что теперь по-настоящему бедны. Пиноккио в ответ заявляет, что они получили по заслугам, и вместе с отцом спокойно идёт дальше, не дав им ничего.
Пиноккио и Джеппетто стучатся в соломенную хижину с черепичной крышей, прося о ночлеге. Там живёт Говорящий Сверчок. Он рассказывает, что получил хижину в подарок от Феи, и впускает Пиноккио и Джеппетто. Пиноккио идёт к огороднику Джанджо, чтобы попросить у него стакан молока для отца. Он получает молоко в обмен на тяжёлую работу (стакан молока стоит 1 сольдо, но у Пиноккио не было даже 1 чентезимо): вытягивание ста вёдер воды из колодца.
У Джанджо Пиноккио встречает ослика, умирающего от непосильного труда и голода. На ослином наречии тот говорит ему, что он Фитиль, после чего умирает.

### Следующие пять месяцев
Пиноккио много работает: каждый день вытягивает сто вёдер воды в обмен на стакан молока для больного отца и плетёт корзины из камыша. Он делает изящное кресло на колёсиках для Джеппетто, а по вечерам упражняется в чтении и письме. Ему удаётся скопить сорок сольдо себе на костюм. По пути на рынок Пиноккио встречает Улитку. Та объясняет, что Фея попала в больницу. Тогда Пиноккио отдаёт Улитке для Феи все свои деньги и предлагает прийти через два дня, чтобы он смог дать ещё пару сольдо.
Он решает работать больше, ложится спать позже и сплетает вдвое больше корзин, чем обычно. Во сне Пиноккио видит Фею, которая хвалит его за доброе сердце и прощает все его проделки. Проснувшись, он оказывается не Деревянным Человечком, а настоящим мальчиком. Рядом с кроватью Пиноккио находит новенький костюм, а в кармане костюма — новенький кошелёк из слоновой кости, на котором написано: «Фея с лазурными волосами возвращает своему милому Пиноккио сорок сольдо и благодарит его за доброе сердце». Оказывается, вышеупомянутые сорок сольдо превратились во столько же золотых монет.
Вместо соломенной хижины — новая светлая комната, а Джеппетто здоров и бодр. Он объясняет Пиноккио, что «скверные дети, становясь хорошими детьми, обретают способность делать всё вокруг себя новым и прекрасным».

— А куда девался старый деревянный Пиноккио?

— Вот он стоит, — ответил Джеппетто.

И он показал на большую деревянную куклу — деревянного человечка, прислонённого к стулу. Голова его была свёрнута набок, руки безжизненно висели, а скрещённые ноги так сильно подогнулись, что нельзя было понять, каким образом он вообще может держаться в вертикальном положении.
Оригинальный текст (итал.)— E il vecchio Pinocchio di legno dove si sarà nascosto?
— Eccolo là! — rispose Geppetto; e gli accennò un grosso burattino appoggiato a una seggiola, col capo girato sur una parte, con le braccia ciondoloni e con le gambe incrocicchiate e ripiegate a mezzo, da parere un miracolo se stava ritto.

Заканчивается повесть словами Пиноккио:

Каким я был смешным, когда был Деревянным Человечком! И как я счастлив, что теперь я настоящий мальчик!
Оригинальный текст (итал.)Com’ero buffo, quand’ero un burattino! E come ora son contento di esser diventato un ragazzino perbene!

## Культурное влияние

### Отличия от «Приключений Буратино»
Пиноккио послужил прообразом Буратино — главного героя детской книги Алексея Толстого «Золотой ключик, или Приключения Буратино» (1936).
- В истории о Пиноккио нет ни золотого ключика, ни черепахи Тортилы.
- Буратино не изменяет своему характеру и внешности до конца сюжета книги, и всячески сопротивляется всем попыткам его перевоспитать со стороны папы Карло и Мальвины. Он остаётся весёлой и беспечной куклой. Пиноккио же внемлет постоянному перевоспитанию, дважды подвергается превращению, первый раз в настоящего осла в Стране развлечений, но потом Фея его расколдовала, и в конце книги становится благовоспитанным человеческим мальчиком, оставив тем самым образ куклы.
- Буратино — открытый миру и добрый. Он искренне старается всем помочь, верит людям, обретает настоящих друзей и приходит в конце концов к своей мечте. Пиноккио совершенствуется сам, проходит через ужасные испытания и попадает в Страну Развлечений. Буратино же повезло больше — он только лишился пяти золотых монет на Поле Чудес.
- Карабас-Барабас у Толстого — персонаж, аналогичный кукольнику Манджафоко у Коллоди. Но если Манджафоко эпизодический и положительный персонаж, то Карабас-Барабас, наоборот, отрицательный и действует на протяжении всего повествования.
- В отличие от Буратино, длинный нос Пиноккио ещё больше удлиняется, когда он врёт (такое с ним случилось дважды).
- У Коллоди мошенниками являются кот и лис, тогда как у Толстого лис принял женский образ и стал лисой Алисой[9], а кот получил имя Базилио[10].
- В сказке «Пиноккио» главный персонаж был проглочен акулой (в версии Disney — китом), в то время как с Буратино ничего подобного не произошло.

### Другие произведения
«Страна развлечений», описанная в «Приключениях Пиноккио», появляется в более поздних произведениях — в мультфильме «Дудочник в пёстром костюме» (1933), где финал остаётся открытым, и в повести-сказке Николая Носова «Незнайка на Луне» под названием Остров Дураков, где оказываются Незнайка и Козлик и где их собратьям по несчастью грозит превращение в баранов и овец.

## Экранизации
- Пиноккио (Италия, 1911). Немой фильм. Режиссёр — Джулио Антаморо.
- Приключения Турли (ГДР, 1967). Режиссёр — Вальтер Бек.
- Приключения Пиноккио (Чехословакия, 1967—1970). Телефильм в двух частях. Режиссёр — Зденек Сировы.
- Пиноккио (США, 1968). Музыкальный телефильм, эпизод телепрограммы-антологии «Зал славы Hallmark».
- Приключения Пиноккио (Италия, 1972). Мини-сериал (существует также кинотеатральная версия). Режиссёр — Луиджи Коменчини. В главной роли — Андреа Балестри.
- Приключения Пиноккио (США — Великобритания — Франция — Германия — Чехия, 1996). Режиссёр — Стив Бэррон.
- Новые приключения Пиноккио (США — Великобритания — Германия — Люксембург, 1999). Режиссёр — Майкл Андерсон. Продолжение фильма 1996 года.
- Пиноккио (Италия — США, 2002). Режиссёр и исполнитель главной роли — Роберто Бениньи.
- Волшебная история Пиноккио (Италия — Великобритания, 2008). Телефильм в двух частях. Режиссёр — Альберто Сироне. В главной роли — Робби Кей.
- Пиноккио (Италия, 2019). Режиссёр — Маттео Гарроне. В главной роли — Федерико Иелапи.
- Пиноккио (США, 2022). Режиссёр — Роберт Земекис. В главной роли — Бенджамин Эван Эйнсворт.
- Пиноккио: Развязный (Великобритания, 2024). Переосмысление книги в жанре ужасов, разрабатывается компанией Jagged Edge Productions. События фильма развернутся в той же вселенной, что и слэшер «Винни-Пух: Кровь и мёд». Режиссёры — Скотт Джеффри и Рис Фрейк-Уотерфилд.

### Анимационные фильмы
- Пиноккио (США, 1940). Мультфильм студии Disney.
- Кукла по имени Пиноккио[итал.] (Италия, 1971). Режиссёр — Джулиано Ченчи.
- Мокку из дубового дерева (Япония, 1972). Аниме-сериал.
- Приключения Пикколино (Япония, 1976). Аниме-сериал.
- Пиноккио[итал.] (Италия, 2012). Мультфильм. Режиссёр — Энцо Д'Ало.
- Пиноккио. Правдивая история (Россия, 2021). Полнометражный. Режиссёр — Василий Ровенский.
- Пиноккио Гильермо дель Торо (США, Мексика, 2022). Режиссёр — Гильермо дель Торо.
- Пиноккио и волшебная вода (Эстония, США, Россия, 2024). Полнометражный. Режиссёр — Виктор Лакисов.

### Компьютерные игры
- Lies of P (Южная Корея, 2023). Компьютерная игра, частично основанная на сюжете сказки. Основной протагонист игры — Пиноккио.